# Josep Torrent
Josep Torrent Badía (La Eliana, 1953-4 de mayo de 2016) fue un periodista español.

## Biografía
Licenciado en Filosofía y Letras en la Universidad de Valencia, después marchó a Barcelona, en cuya Universidad Autónoma cursó Ciencias de la Información y donde dio sus primeros pasos como periodista. Muy vinculado siempre a la Comunidad Valenciana, Torrent comenzó en Valencia Semanal y fue corresponsal de Avui en Valencia. Después trabajó sucesivamente para el Diario de Valencia, Noticias al día, Diario Levante —donde llegó a ser subdirector— y El País, como jefe de la delegación de la edición de la Comunidad Valenciana, publicación en la que permaneció veinte años, hasta el abandonó del diario de las ediciones territoriales en 2014. Tras las elecciones a las Cortes Valencianas de 2015 y el nombramiento de Ximo Puig como Presidente de la Generalidad Valenciana, fue propuesto como director general de Análisis y Prospectivas de la presidencia, aunque se negó a ocupar el puesto hasta superar las operaciones y tratamientos para atajar la enfermedad que finalmente terminó con su vida. Con anterioridad ya había estado involucrado en la actividad política como concejal de su localidad natal en las primeras elecciones municipales tras la dictadura celebradas en 1979, formando parte de la candidatura del PSPV-PSOE.